# قطبية كهربائية

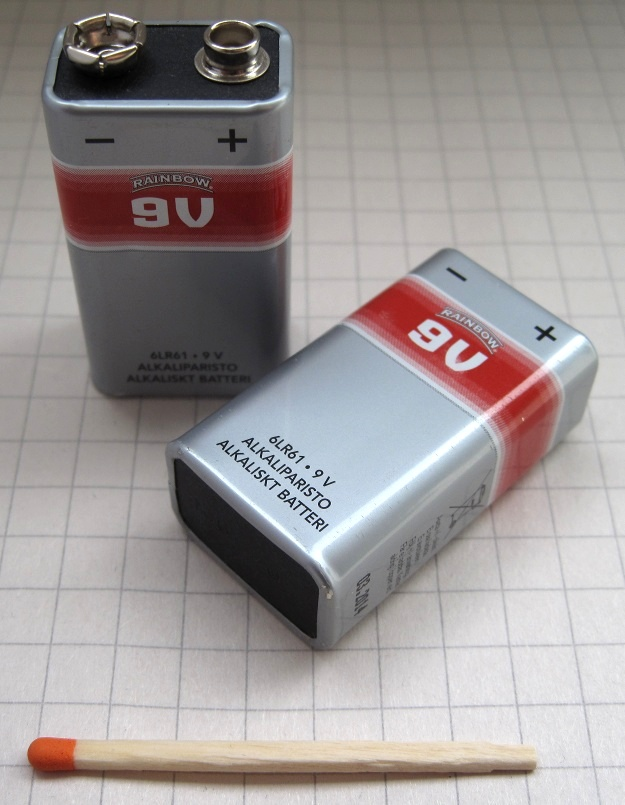

القطبية الكهربائية هي مصطلح يستخدم في عدد من الفروع العلمية والهندسية للإشارة إلى الخاصية التي تبديها الأجسام المشحونة بوجود كلا أو إحدى نوعي القطبين الكهربائيين الموجب (+) والسالب (−).
يؤدي وجود القطبية الكهربائية إلى تشكل ثنائي قطب على المستوى الجزيئي، أما على المستوى المادي المحسوس فيؤدي وجود قطبين إلى تشكل فرق جهد بين طرفي البطارية على سبيل المثال.
يمكن استخدام مصباح اختبار للكشف عن القطبية.